# Michael Francis Atiyah
Sir Michael Francis Atiyah (London, 1929. április 22. – 2019. január 11.) Fields-éremmel és Abel-díjjal kitüntetett libanoni származású brit matematikus.
Édesanyja skót, édesapja libanoni származású. Kairóban, Egyiptomban és Szudánban töltötte gyermekkorát, majd a Manchester Grammar School tanulója lett. Ezt követően a Cambridge Trinity College hallgatója volt, ahol William Vallance Douglas Hodge tanítványa lett. 1955-ben szerezte meg doktori fokozatát (PhD). Disszertációjának címe: Some Applications of Topological Methods in Algebraic Geometry.
Jelenleg a University of Edinburgh tiszteletbeli tagja, a Matematikai fizika kutatócsoport résztvevője.
A cambridge-i Isaac Newton Institute for Mathematical Sciences (Matematikai Tudományok Isaac Newton Intézete) egyik megalapítója és első vezetője. Ma, nyugdíjasként, az Edinburgh-i Egyetem tiszteletbeli tagja. Szerepet játszott az Európai Matematikai Társaság alakításában.
Atiyah és Friedrich Hirzebruch együttesen dolgozták ki a topologikus K-elmélet alapjait. Számos neves matematikussal dolgozott együtt, például Raoul Bott-tal, Isadore Singerrel. Utóbbival alkották meg az Atiyah-Singer tételt. Ezért és a Bott-tal közös fixponttételért kapta meg 1966-ban a Fields-érmet, majd 2004-ben az Abel-díjat. Idézet Erling Størmertől, az Abel Bizottság elnökétől:
,,[Atiyah és Singer] veheti át a díjat az index tétel bizonyításáért, mellyel összekapcsolták a geometriát, topológiát és az analízist. Kivételes szerepet játszottak abban, hogy új hidak épültek a matematika és az elméleti fizika közé. Az indextétel 1960-as bizonyítása az egyik legnagyobb eredmény a teljes huszadik századi matematikában. Óriási hatást váltott ki a topológia, differenciálgeometria és az elméleti fizika további fejlődésére. A tétel felismerteti velünk azt a csodálatos tényt, hogy mély kapcsolat van olyan matematikai területek között, amelyek egészen idáig teljesen különállónak tűntek. Sir Michael Francis Atiyah és Isadore Singer megmutatták, hogy valóban ők a legérdemesebbek az Abel-díj elnyerésére.''
1983-ban lovaggá ütötték, 1992-ben megkapta az Érdemrendet (Order of Merit).
2005-ben az Erdélyi Magyar Nemzeti Tanácstól megkapta a Báthory-díjat.